# 盖埃达姆
盖埃达姆（Geedam），是印度恰蒂斯加尔邦Dantewada县的一个城镇。总人口5899（2001年）。

## 人口
该地2001年总人口5899人，其中男性3032人，女性2867人；0—6岁人口814人，其中男426人，女388人；识字率65.15%，其中男性为73.78%，女性为56.02%。